# 義大利鐵路運輸

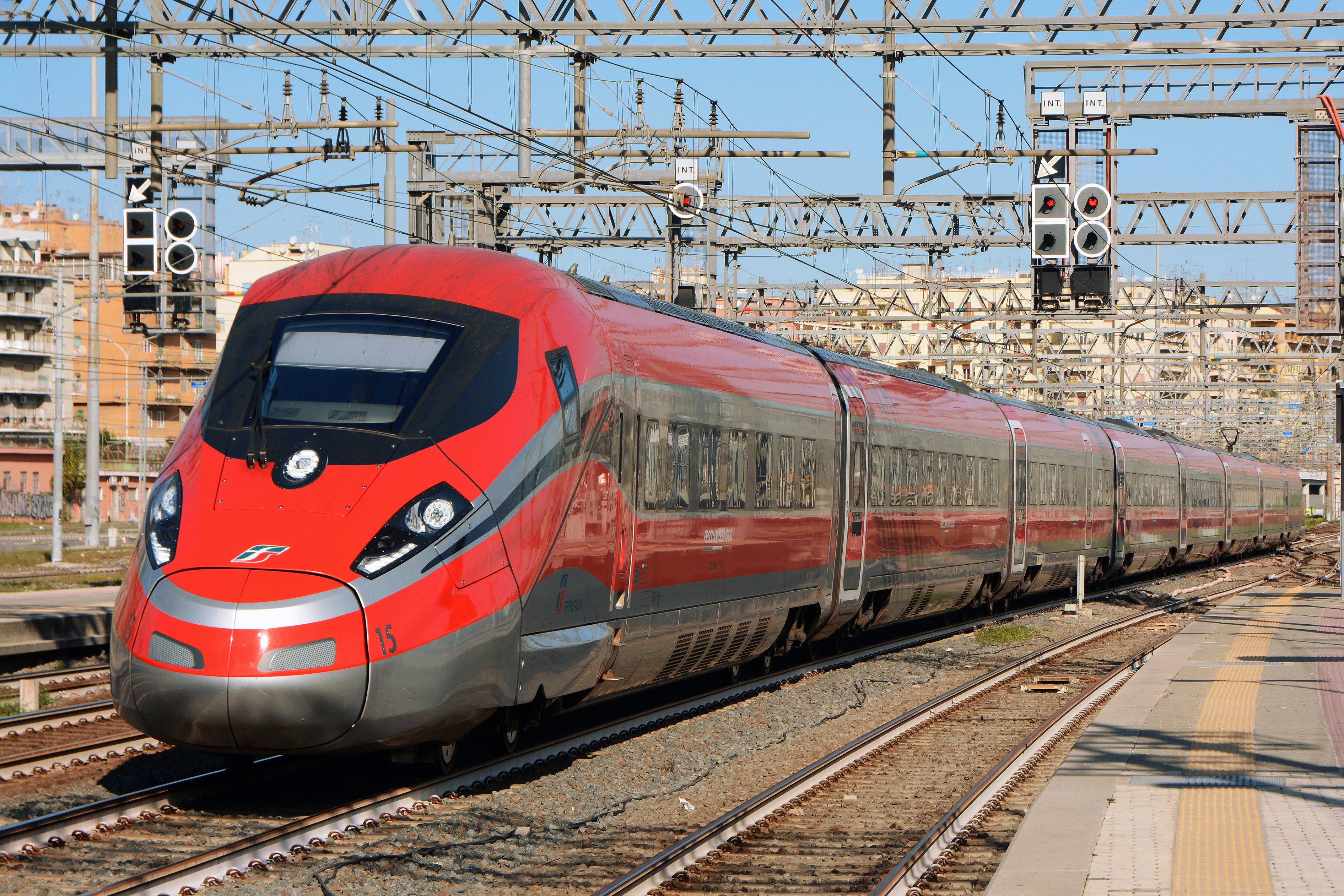
意大利国家铁路, 车型ETR400 15（2015年图片）

義大利的鐵路運輸主要由義大利鐵路公司運營。義大利鐵路總長24,227公里，其中由義大利鐵路運營的線路長16,723公里。此外意大利還有多家國營和民營鐵路企業。義大利首條鐵路開業於1839年。